# Percy (colonna sonora)
Percy è un album discografico del gruppo rock britannico The Kinks contenente la colonna sonora del film Il complesso del trapianto (Percy) del 1971, una commedia britannica con Hywel Bennett, Denholm Elliott e Elke Sommer basata sul romanzo Percy di Raymond Hitchcock, incentrata su un uomo a cui viene trapiantato il pene (da lui soprannominato "Percy") che va alla ricerca di informazioni sul donatore e incorre in diverse grottesche situazioni a sfondo sessuale. A causa della tematica il disco non venne pubblicato negli Stati Uniti.

## Storia
Alcuni arrangiamenti orchestrali delle tracce, sono diretti da Stanley Myers. Tutte le tracce furono composte da Ray Davies e includono sia canzoni pop rock che brani strumentali. God's Children venne pubblicata su singolo (B-side Moments o The Way Love Used to Be, a seconda dei Paesi di pubblicazione) nell'aprile 1971. In Gran Bretagna venne pubblicato un EP di quattro canzoni che includeva: God's Children, The Way Love Used To Be, Moments e Dreams. Questa fu l'ultima uscita dei Kinks sotto etichetta Pye Records. A differenza dell'album, il singolo venne pubblicato anche negli Stati Uniti (a luglio) ma fallì l'entrata in classifica (come anche nel Regno Unito).
Willesden Green è l'unica canzone pubblicata dai Kinks ad avere alla voce solista un membro della band che non fosse uno dei due fratelli Davies ma del bassista John Dalton che si occupò di cantare la canzone, imitando il tono di voce di Elvis Presley.

## Tracce
Lato 1
1. God's Children - 3:16
2. Lola (instrumental) - 4:46
3. The Way Love Used to Be - 2:15
4. Completely (instrumental) - 3:41
5. Running Round Town (instrumental) - 1:06
6. Moments - 2:57

Lato 2
1. Animals In The Zoo - 2:22
2. Just Friends - 2:38
3. Whip Lady (instrumental) - 1:20
4. Dreams - 3:45
5. Helga (instrumental) - 1:57
6. Willesden Green - 2:27
7. God's Children - End (instrumental) - 0:29

### Bonus tracks ristampa CD 1998
1. Dreams
2. Moments
3. The Way Love Used To Be (versione 1)
4. The Way Love Used To Be (versione 2)
5. The Way Love Used To Be (versione 3)

## Formazione
- Ray Davies - voce, chitarra
- Dave Davies - chitarra, voce
- John Dalton - basso, voce solista in Willesden Green
- John Gosling - tastiere
- Mick Avory - batteria